# 足木敏郎
足木 敏郎（あしき としろう、1934年9月27日 - 2022年4月19日）は、愛知県宝飯郡一宮村（現：豊川市）出身のプロ野球選手（投手、外野手）。

## 経歴
豊川高校から1953年に名古屋ドラゴンズへ入団したが、試合出場は1953年10月8日の対洋松ロビンス戦で試合途中から右翼手として守備についた1試合のみ（なお、足木に非はないものの、この試合の後で足木が未登録で試合に出場していたことが判明し、名古屋球団がセントラル野球連盟から厳重注意処分を受けた）で、同年現役引退。
現役引退後は中日球団に残りトレーナーを務めた後にフロント入りして広報、マネージャー、通訳、渉外部長などを務めた。
球団職員と並行して英会話教室に通い、習得した語学力を生かし、1962年から当時創設された渉外担当として新外国人獲得に尽力。「日本に来る意欲と人柄を見ていた」と3年連続首位打者に輝いたアロンゾ・パウエルを始め、ケン・モッカ、ゲーリー・レーシッチら北米を中心にこれまで100人強を発掘した。
球界でも異例の在籍期間61年だったが、2013年12月27日に勇退が決まる。
球団を退職した後はその経験を生かし、「月刊ドラゴンズ」にて連載を担当した。
2022年4月19日、老衰のため死去。87歳没。

## 詳細情報

### 年度別打撃成績
| 年 度     | 球 団     | 試 合 | 打 席 | 打 数 | 得 点 | 安 打 | 二 塁 打 | 三 塁 打 | 本 塁 打 | 塁 打 | 打 点 | 盗 塁 | 盗 塁 死 | 犠 打 | 犠 飛 | 四 球 | 敬 遠 | 死 球 | 三 振 | 併 殺 打 | 打 率 | 出 塁 率 | 長 打 率 | O P S |
| --------- | --------- | ----- | ----- | ----- | ----- | ----- | -------- | -------- | -------- | ----- | ----- | ----- | -------- | ----- | ----- | ----- | ----- | ----- | ----- | -------- | ----- | -------- | -------- | ----- |
| 1953      | 名古屋    | 1     | 0     | 0     | 0     | 0     | 0        | 0        | 0        | 0     | 0     | 0     | 0        | 0     | --    | 0     | --    | 0     | 0     | 0        | .000  | .000     | .000     | .000  |
| 通算：1年 | 通算：1年 | 1     | 0     | 0     | 0     | 0     | 0        | 0        | 0        | 0     | 0     | 0     | 0        | 0     | --    | 0     | --    | 0     | 0     | 0        | .000  | .000     | .000     | .000  |

### 背番号
- 57 （1953年）

## 関連情報

### 著書
- 『ドラゴンズ裏方人生57年』（中日新聞社開発局出版開発部、2009年12月、ISBN 978-4806206040）

### 連載
- 「足木敏郎DRAGONS 61年」（月刊ドラゴンズ、2015年1月号 - ）